# والت وودز
والت وودز (بالإنجليزية: Walt Woods)‏ هو لاعب كرة قاعدة أمريكي، ولد في 28 أبريل 1875 في Rye, New Hampshire ‏ في الولايات المتحدة، وتوفي في 30 أكتوبر 1951 في بورتسموث في الولايات المتحدة.

## وصلات خارجية
- والت وودز على موقعبيزبول رفرنس.كوم (الدوري الرئيسي) (الإنجليزية)
- والت وودز على موقعبيزبول رفرنس.كوم (الدوري الثانوي) (الإنجليزية)